# DSiWare
Nintendo DSi Ware zijn computerspellen die tegen een bepaalde prijs te downloaden zijn op de DSi. Het is vergelijkbaar met WiiWare, dat voor de Wii bestemd is.
DSiWare zijn spellen die via het DSi Winkelkanaal (shoppingcentre) te krijgen zijn, mits er internet op de DSi is. De DSi Browser en Flipnote Studio zijn gratis, maar verder zijn er alleen maar games te verkrijgen met de prijzen 200 DSi Punten, 500 DSi punten en Premium, wat meer dan 500 DSi punten betekent. Dan gaat het om bijvoorbeeld 800 DSi punten. 
De punten zijn vergelijkbaar met eurocenten; 1 DSi punt heeft een gemiddelde waarde van 1 eurocent, dus 200 DSi punten zijn €2,00 waard.
Als iemand in het bezit komt van een kaart met de bevestigingscode erop om de punten te krijgen, heeft die persoon een keuze: 
1. Activatie gebruiken voor de Nintendo DSi
2. Activatie gebruiken voor de Nintendo Wii.

De activatiecode bestaat uit een reeks bestaande uit vijftien cijfers. Deze dienen ingevoerd te worden in het spelsysteem (DSi/Wii) en vervolgens worden de punten automatisch bijgeschreven. Vervolgens kan het gewenste spel worden gedownload op het spelsysteem. Deze kan niet worden gekopieerd naar een ander spelsysteem.